# 白山宣之
白山 宣之（しらやま のぶゆき、1952年8月25日 - 2012年4月8日）は、日本の漫画家。長崎県雲仙市吾妻町出身。

## 来歴
長崎県雲仙市吾妻町で生まれる。幼稚園のときに一家で上京し、目黒区立大岡山小学校に入学。その後、江ノ島、吾妻町、福岡と各地を転々とする。
福岡大学附属大濠高等学校卒業後上京。宮谷一彦、みやわき心太郎に師事。
1974年、『ガロ』 （青林堂）でデビュー。その後は青年誌を中心に寡作ではあったが短編漫画を執筆する。
2012年4月8日、病没。

## 人物
同じニューウェーブ世代の漫画家とは親交が深く、大友克洋や山本おさむと共作を発表したこともある。

## 単行本
- 少年塔（1995年）
- 10月のプラネタリウム（1997年）
- 地上の記憶（遺作集、2013年）
- 幻の花 白山宣之傑作集（2015年）